# 阿拉斯加大学费尔班克斯分校
阿拉斯加大学费尔班克斯分校（University of Alaska Fairbanks ，简称UAF或Alaska）是一所美国阿拉斯加州的公立大学，是阿拉斯加大学系统的旗舰大学。该大学成立于1917年，前身为阿拉斯加农学院和矿业学校（Alaska Agricultural College and School of Mines）。该校的校队纳努克熊队参加NCAA的冰球和射击的第一级别赛事。

## 校区和分校

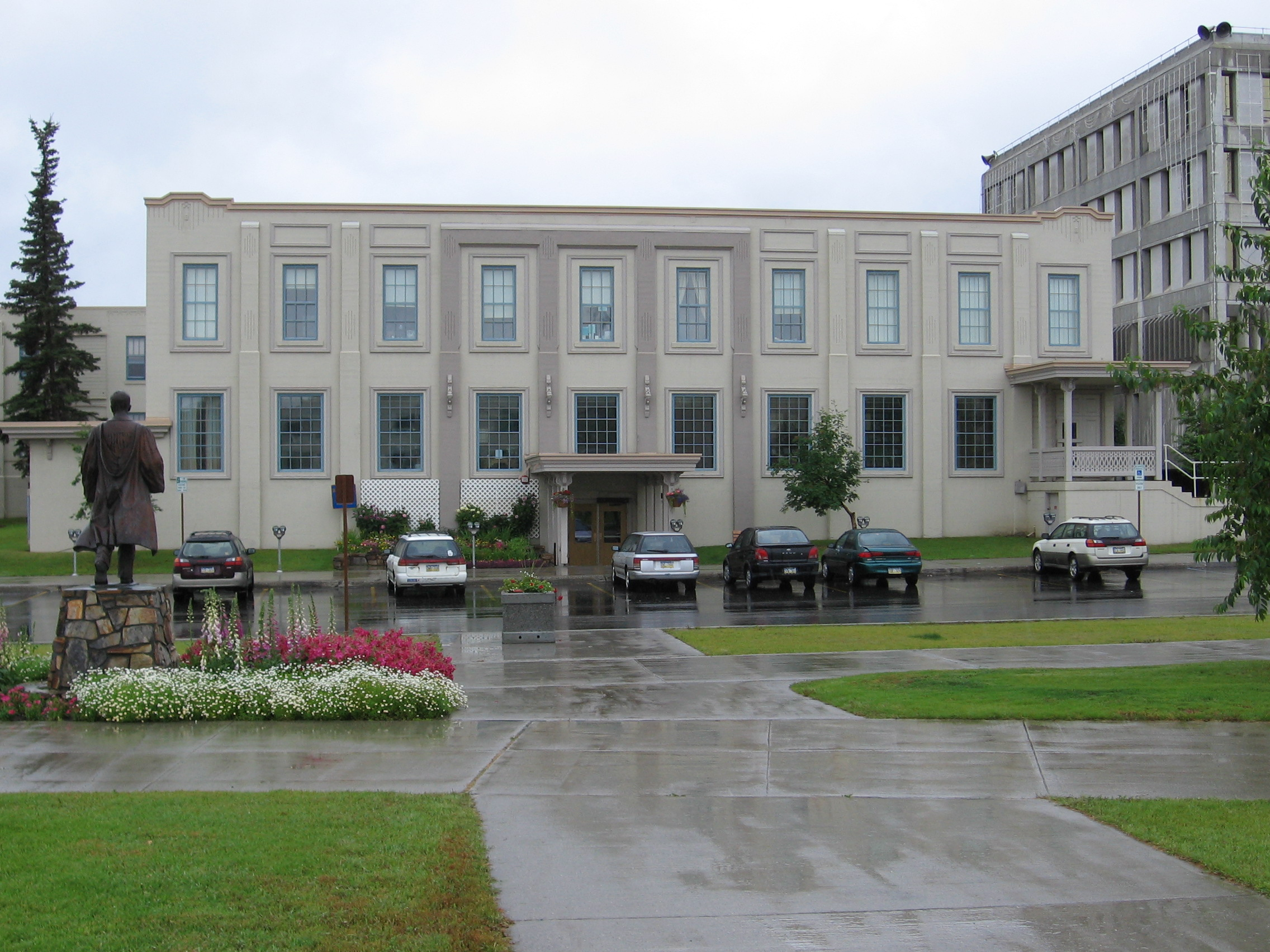
Signers Hall

该校的主校区位于阿拉斯加的主要城市费尔班克斯，距离北极圈仅仅200英里，生物学、地球物理和工程类比较有名。阿拉斯加大学北方博物馆也在该校区。除了主校区，该校还有布里斯托湾校区、楚科奇校区、阿留申群岛校区、贝瑟尔校区、西北校区等多个分校。另外，阿拉斯加大学系统的东南分校和安克雷奇分校也被认为是该校的分校。

## 学院设置
阿拉斯加大学费尔班克斯分校拥有9个学院，开设190种专业。
- 工程和矿产学院
- 文科学院
- 自然科学和数学学院
- 乡村和社区发展学院
- 研究生院
- 教育学院
- 渔业和海洋学院
- 管理学院
- 自然资源学院

除了九个学院，阿拉斯加大学费尔班克斯分校还拥有7个主要的附属科研机构：阿拉斯加农业和森林研究站、地球物理研究所、国际北极研究站、北极计算机研究中心、北极圈生物研究所、渔业和海洋研究中心和北方工程学院。